# Josep Antoni Duran i Lleida
Cet article possède un paronyme, voir Josep Duran.
Pour les articles homonymes, voir Duran.
Josep Antoni Duran i Lleida, né le 27 mars 1952 à Alcampell, est un avocat et homme politique espagnol, membre de l'Union démocratique de Catalogne.

## Biographie
Diplômé en droit, Duran intègre l'Union démocratique de Catalogne en 1974. Il commence sa carrière politique en 1979 en tant qu'adjoint au maire de Lérida. Il est une première fois président de l'UDC de 1982 à 1984.
Élu député au Congrès pour la coalition Convergence et Union en 1982, puis réélu en 1986 et 1989, il est également député européen de 1986 à 1987. De nouveau président de l'UDC depuis 1987, il est également secrétaire général de Convergence et Union de 2001 à 2015. Conseiller de gouvernement de la Généralité de Catalogne de novembre 1999 à février 2001, il est élu député pour la province de Barcelone au Congrès en 2004 et devient président du groupe parlementaire de Convergence et Union. Il est réélu en 2008 et 2011.
Le 16 janvier 2016, il annonce renoncer à son poste de président du comité de gouvernement de l'UDC et à toute future candidature.

## Distinctions
En 2011, il reçoit la croix de Saint-Georges (Creu de Sant Jordi), seconde décoration de la Généralité.

## Publications
- Voluntat de Servei, Barcelone, Editorial Timun Mas, 1991, 256 p.
- L'estat del benestar: present i futur (amb Ruud Lubbers), Institut d'Estudis Humanístics Miquel Coll i Alentorn, 1994
- Catalunya i l'Espanya plurinacional, Barcelone, Editorial Planeta, 1995, 200 p.  (ISBN 9788408015055)
- La política a diari, Barcelone, Editorial Pòrtic, 288 p.  (ISBN 978-84-7306-888-8)
- Entre una Espanya i l'altra - De l'11M a l'atemptat de Barajas, Barcelone, Columna Edicions, 2007, 256 p.  (ISBN 9788466408103)
- Cartes de navegació - Per un nou rumb, Barcelone, Columna Edicions, 2011, 336 p.  (ISBN 9788466414869)